# Falces
Falces est une ville et une commune de la Communauté forale de Navarre (Espagne). Le nom de la ville en basque est Faltzes.
Elle est située dans la zone non bascophone de la province et à 57,2 km de sa capitale, Pampelune. Le castillan est la seule langue officielle alors que le basque n’a pas de statut officiel. Le nombre d'habitants en 2004 était de 2 545.

## Localités limitrophes
Peralta, Marcilla, Funes, Caparroso, Miranda de Arga, Tafalla, Olite, Lerín, Andosilla.

## Histoire
Le nom de Falces vient du latin «falx, falcis» (faucille, faucilles au pluriel). Selon plusieurs auteurs, le nom de lieu peut être lié aux ravins (foces) proches du noyau primitif, ou peut-être aussi aux méandres (faucilles) qui ont attiré la rivière Arga lors de son passage dans cet endroit. Cette dernière interprétation est celle qui a le plus convaincu José María Sanz, auteur de plusieurs livres sur l'histoire de Falces et de son château des Maures.
"Nous avons ici des sites archéologiques qui vont de la préhistoire à la domination romaine", déclare Sanz. De cette dernière étape (les siècles I et II), ils soulignent des fouilles comme celles de Villares et de San Esteban et d’autres réalisées plus tard qui démontrent l’existence de plusieurs domaines agricoles romains situés de part et d’autre de la rivière Arga.
Comme l'a noté l'archéologue de la falcesina, María Angeles Mezquriz, ancienne directrice du musée de Navarre, "à la fin des silos IV et V, de nombreuses grandes maisons de campagne sont détruites et une partie de leurs habitants se réfugie dans des endroits protégés par des défenses naturelles". Il est donc probable que certains des colons romains qui vivaient dispersés ont été regroupés entre le Rocher et le fleuve, et que plus tard, peut-être à l'époque wisigothique (VIIe – VIIIe siècles), des fortifications ont été mises à profit pour tirer parti de la topographie du pays.
Maures et Chrétiens
En tout cas, la première référence écrite au château de Falces (Falhasan, en arabe) n'apparaît qu'au neuvième siècle. Selon José Manuel Azcona, auteur d'un deuxième livre sur l'histoire de Falces publié en 2001, le texte dans lequel cette référence apparaît est une histoire de l'écrivain Ibn al Athuir, qui a mené les croisades du côté musulman. Il raconte les progrès de l'émir Muhammad Ier qu'en 860, il dirigea ses armes contre le roi de Pampelune García Iñiguez. "Pendant trente-deux jours, Mahomet combattit le roi de Navarre, détruisant villages et champs et conquérant divers châteaux", notamment ceux de Firush (Caparroso), Kasthil (Carcastillo) et Falhasan (Falces).
Avant cela, Falces était déjà un lieu musulman depuis 136 ans (de 714 à 850). Ainsi, le fait qu'il soit relaté fut une reconquête par les Arabes, qui dominèrent à nouveau ces lieux jusqu'en 914.
Un des derniers épisodes des batailles menées par les Maures et les Chrétiens dans la région de Falces a eu lieu à l'occasion du défilé victorieux des armées d'Abd al Rahman III en juillet 924. Après avoir incendié et pillé la ville de Peralta ses environs, les armées musulmanes dirigées par Al-Nasir se sont rendues à Falces où elles ont attaqué le château. "Après une journée de combats et sans avoir le temps d'assiéger la forteresse, Al-Nasir quittera l'endroit, le long de l'ancienne route de Tafalla, également connue aujourd'hui sous le nom de Abd al Rahman", ajoute José Maria Azcona.
Le jardin du roi
Au total, les musulmans ont dominé les terres de Falces de façon intermittente pendant 190 ans (de 714 à 850 ans et de 860 à 914 ans). Plus tard, Falhasan et son château demeurèrent en possession chrétienne devant les Maures, qui contrôlèrent les terres situées au sud de l'Èbre jusqu'au début du XIIe siècle.
Compte tenu de son importance stratégique en tant que château frontalier dans la Ribera Alta, les rois navarrais ont installé leur propre caserne à Falces. "Comme ils possédaient ici une forteresse pratiquement imprenable, les monarques passaient quelques saisons à effectuer in situ le suivi guerrier des conflits frontaliers", explique José Manuel Azcona.
"Lorsque les rois sont venus à Falces, ils sont restés dans le palais actuel de Treviño, également connu sous le nom de maison Ruiz de Bucesta", ajoute José María Sanz. "Ce fut le siège royal jusqu'au XVIe siècle, date à laquelle il devint privé." Derrière cette maison, reconstruite au XVIIe siècle, se trouve précisément le dit Huerto del Rey, qui communiquait directement avec le château par un chemin ».
Le château de Falces a été fortifié en 1380, après la première invasion des Castillans, et a été remodelé en 1512. Dans un livre consacré au château des Maures, José María Sanz a tracé un modèle qui reflète très graphiquement Cela aurait pu être la forteresse à cette époque.
Trois murs
Selon José María Sanz, le château de Falces avait une seule tour de guet de forme ovale et trois enceintes murées. La clôture extérieure, assez large, était formée d'un épais mur de pierres de plâtre avec un seuil en créneau. Ensuite, il y avait un deuxième mur adapté en partie au rocher qui prendrait le quartier actuel de Cortijo, et enfin, aupada dans la montagne, une plate-forme supérieure également murée, où la tour d'hommage. Celui-ci se dresse sur un rocher dans la partie la plus haute de l'enceinte.
Selon José María Sanz, il est possible que ce dispositif militaire ait d'autres installations de soutien (postes de surveillance, etc.) au sommet d'El Salvador et à la tour de guet de Los Rebollos.
Comme d'habitude dans ce type d'ancienne forteresse, "le château de Falashan a été construit avec des pierres de plâtre et de campanile déchirées de la montagne et fixées au mortier, ce qui lui confère un camouflage naturel qui le rend invisible de n'importe quel point. Cela est également dû à l'ombre que projette la montagne derrière elle, en raison de sa taille plus grande ", a déclaré José Maria Sanz.
Le déclin de la forteresse
Le château de Falces est resté en vigueur jusqu'au XVIe siècle. À partir de ce moment-là, après la conquête et l'incorporation de la Navarre à la Castille, elle perdit sa fonctionnalité défensive et entra dans une décadence progressive qui contribua à l'effondrement définitif des murs. Au dix-huitième siècle, on parle d'une démolition partielle en raison du risque d'effondrement, et au dix-neuvième siècle, il n'y avait que la tour primitive qui couronne la colline.
Aujourd'hui, le château des Maures, est un simple monticule de terre, entouré de ravins. Au-dessus de la coupe, il y a l'Ermitage du Sauveur du Monde, dont le point de vue domine la vaste étendue municipale (113 kilomètres carrés) et derrière les ravins de Busierra et Pilon, où courent les génisses de l'enceinte populaire de Falces. Un sentier entre les pins relie l'ermitage d'El Salvador à ce château de pierre précaire qui ressemble à une fourmilière regorgeant de grottes et de galeries.

## Démographie
| Évolution démographique                                | Évolution démographique | Évolution démographique | Évolution démographique | Évolution démographique | Évolution démographique | Évolution démographique | Évolution démographique | Évolution démographique | Évolution démographique | Évolution démographique |
| 1996                                                   | 1998                    | 1999                    | 2000                    | 2001                    | 2002                    | 2003                    | 2004                    | 2005                    | 2006                    | 2007                    |
| ------------------------------------------------------ | ----------------------- | ----------------------- | ----------------------- | ----------------------- | ----------------------- | ----------------------- | ----------------------- | ----------------------- | ----------------------- | ----------------------- |
| 2 661                                                  | 2 595                   | 2 604                   | 2 591                   | 2 569                   | 2 545                   | 2 536                   | 2 575                   | 2 603                   | 2 597                   | 2 583                   |
| Sources: Falces et instituto de estadística de navarra |                         |                         |                         |                         |                         |                         |                         |                         |                         |                         |

## Personnages célèbres
- Don Bernardo Alcalde y Meríno, matador de taureau, XVIIIe siècle.
- Pedro Iturralde (1929-) : musicien saxophoniste de jazz espagnol. Professeur du Real Conservatorio Superior de Música de Madrid. Prix Prínce de Viana de la culture 2007.

### Sources
- (es) Cet article est partiellement ou en totalité issu de l’article de Wikipédia en espagnol intitulé « Falces » (voir la liste des auteurs).